# Mistrzostwa Azji w Chodzie Sportowym 2012
Mistrzostwa Azji w Chodzie Sportowym 2012 – zawody lekkoatletyczne, które odbyły się 11 marca w japońskim mieście Nomi. Rozegrano chód na 20 kilometrów kobiet i mężczyzn.

## Rezultaty
| Konkurencja:           | Złoto        | Wynik   | Srebro        | Wynik   | Brąz                  | Wynik   |
| Chód na 20 km mężczyzn | Zhu Chundong | 1:21:22 | Gurmeet Singh | 1:21:31 | Byun Young-jun        | 1:21:42 |
| Chód na 20 km kobiet   | Ding Huiqin  | 1:30:14 | Rei Inoue     | 1:34:06 | Nguyễn Thị Thanh Phúc | 1:35:13 |

## Rekordy
Podczas zawodów ustanowiono 5 krajowych rekordów w kategorii seniorów:
| Zawodnik              | Reprezentacja   | Konkurencja   | Rezultat |
| --------------------- | --------------- | ------------- | -------- |
| Ebrahim Rahimian      | Iran            | chód na 20 km | 1:24:01  |
| Nguyễn Thành Ngưng    | Wietnam         | chód na 20 km | 1:27:57  |
| Hendro                | Indonezja       | chód na 20 km | 1:30:10  |
| Nguyễn Thị Thanh Phúc | Wietnam         | chód na 20 km | 1:35:13  |
| Chang Chia-feng       | Chińskie Tajpej | chód na 20 km | 1:45:32  |